# Ack, var skall jag tillflykt finna
Ack, var skall jag tillflykt finna är en kristen psalm. Texten är skriven av Johannes Vultejus som senare bearbetades av Gudmund Jöran Adlerbeth.

## Publicerad i
- 1819 års psalmbok, som nummer 177 under rubriken "Nådens ordning. Omvändelsen.".